# Miloslav Sochor
Miloslav Sochor (* 8. ledna 1952, Pec pod Sněžkou) je bývalý český reprezentant ve sjezdovém lyžování. Byl první Čech v historii, který stál na stupních vítězů v závodě Světového poháru ve sjezdovém lyžování.

## Lyžařská kariéra
Začínal v sedmdesátých letech a největších úspěchů dosáhl ve slalomu a obřím slalomu. Jeho bratr Ivan Sochor byl také lyžařský reprezentant.
Na XII. ZOH v Innsbrucku 1976 reprezentoval Československo v alpském lyžování. V obřím slalomu skončil na 11. místě, ve sjezdu na 40. místě a ve slalomu na 14. místě. Na mistrovství světa startoval poprvé v roce 1970 ve Val Gardeně, kde skončil na 16. místě v kombinaci, na 39. místě v obřím slalomu a na 54. místě ve sjezdu. Na mistrovství světa 1974 ve Svatém Mořici skončil 17. ve slalomu, 21. v obřím slalomu, 47. ve sjezdu a 4. v kombinaci. V březnu 1974 skončil ve slalomu světového poháru ve Vysokých Tatrách na 8. místě. Do konce sezóny 1976/77 se umístil ve slalomu a obřím slalomu devětkrát v první desítce.
Jeho nejlepším umístěním v závodu světového poháru je 3. místo v obřím slalomu v Åre 21. března 1977.